# Гладков, Пётр Фёдорович
Пётр Фёдорович Гладков (род. 1927, с. Степное, Ставропольский край) — передовик советского сельского хозяйства, комбайнёр Степновской машинно-тракторной станции Ставропольского края, Герой Социалистического Труда (1952).

## Биография
Родился в 1927 году в селе Степное Терского округа, Северо-Кавказского, ныне Степновский район Ставропольского края в русской семье. С 1941 года находился на оккупированной немецко-фашистскими захватчиками территории. После освобождения Ставропольского края силами Красной армии, в 1943 году в возрасте 16-ти лет трудоустроился на работу механизатором в Степновскую машинно-тракторную станцию Степновского района.
В 1951 году самоотверженный труд Гладкова привёл к достижению высокого производственного результата. Работая на комбайне Сталинец-1, в уборочную страду, он сумел намолотить за 25 рабочих дней с посевных площадей сельскохозяйственных предприятий Степновского района 4790 центнеров зерновых и 976 центнеров семян кормовых трав. В октябре был награждён медалью «За трудовую доблесть».
Указом Президиума Верховного Совета СССР от 20 мая 1952 года за достижение высоких показателей на уборке и обмолоте зерновых культур и семян трав в 1951 году Петру Фёдоровичу Гладкову присвоено звание Героя Социалистического Труда с вручением ордена Ленина и золотой медали «Серп и Молот».
В последующие годы Гладков продолжал демонстрировать высокие производственные результаты в сельском хозяйстве. В уборку зерновых культур постоянно находился среди почётных передовиков производства. Проживал в родном селе Степное Ставропольского края.

## Награды
За трудовые успехи удостоен:
- золотая звезда «Серп и Молот» (20.05.1952)
- орден Ленина (20.05.1952)
- Медаль «За трудовую доблесть» (15.10.1951)
- другие медали.